# Kępa (Konin)
Pour les articles homonymes, voir Kępa.
Kępa (prononciation : [ˈkɛmpa]) est un village polonais de la gmina de Ślesin dans le powiat de Konin de la voïvodie de Grande-Pologne dans le centre-ouest de la Pologne.
Il se situe à environ 6 kilomètres au sud de Ślesin (siège de la gmina), à 12 kilomètres au nord de Konin (siège du powiat) et à 97 kilomètres à l'est de Poznań (capitale régionale).
Le village possédait une population de 210 habitants en 2006.

## Histoire
De 1975 à 1998, le village faisait partie du territoire de la voïvodie de Konin.

Depuis 1999, Kępa est situé dans la voïvodie de Grande-Pologne.